# Сланцевий закріплювач сипких порід
Сланцевий закріплювач сипких порід – смоляна сланцева речовина з температурою кипіння 180-280 °С, яку отримують в процесі термічного розкладання сланцю. Використовується як закріплювач сипких порід привибійної зони у свердловинних технологіях видобування корисних копалин.
Складається (в основній масі) з вуглецю і водню (характерним відношенням С:Н є величина 6,5-7,0), не містить твердих парафінів, є рухомою рідиною і має досить низькі температури застигання (мінус 25-30 °С). Густина сирих сланцевих смол 980-1060 кг/м3, молекулярна маса 210-270. Термічне розкладання сланцю спостерігається за т-ри 170-180 °С, з підвищенням т-ри від 270 до 290 °С починається активне виділення пірогенної вологи, а від 325 до 350 °С – газу і смоли. Сланцевий закріплювач сипких порід випускається сланцепереробним комбінатом. 